# رنا هارتنر
رُنا هارتنر (رومانیایی: Rona Hartner) (زادهٔ ۹ مارس ۱۹۷۳ – درگذشتهٔ ۲۳ نوامبر ۲۰۲۳) بازیگر، خواننده و موسیقی‌دان اهل رومانی بود.
از فیلم‌ها یا برنامه‌های تلویزیونی که وی در آن نقش داشته‌است، می‌توان به زمانه گرگ، طلاق، خورش آلو با مرغ، ترنسرها ۴، ترنسرها ۵ و چشم‌اندازهای اروپا اشاره کرد.